# Miloš Bojanić
Miloš Bojanić (serbisch-kyrillisch Милош Бојанић; * 16. Oktober 1950 in Bijeljina, Jugoslawien) ist ein serbischer Turbo-Folk Sänger aus Bosnien und Herzegowina.

## Karriere
1984 nahm er sein erstes Album mit der Plattenfirma „PGT-RTB“ auf. In den Jahren 1986 und 1988 nahm er jeweils zwei Alben im Jahr auf, was zu dieser Zeit eine Seltenheit war.
Während seine älteren Lieder vor allem langsamer und ruhiger sind, sind seine neueren Alben meist mit schnellerer, modernerer Musik untermalt. Seit 2000 steht er bei der Plattenfirma „Grand“ aus Belgrad unter Vertrag. 
Miloš Bojanić hat zwei Söhne Bane und Mikica, die ebenfalls Sänger sind.

## Diskografie

### Alben
- 1984: Hej mladosti ej živote
- 1985: Tako tako samo tako
- 1986: Oba srca kucaju ko jedno
- 1986: Zato što sam dobar bio
- 1987: Bosno moja jabuko u cvetu
- 1988: Otišo sam mlad a vraćam se sed
- 1988: Stara sreća na ljubav me seća
- 1989: Imala si sreće
- 1990: Volim te
- 1992: Preboleću
- 1993: Izdala si ljubav
- 1994: Dogodi se il ne dogodi
- 1995: Zmija u njedrima
- 1996: Digi digi daj
- 1997: Pade sneg na Đurđevdan
- 1998: Sanjam te
- 2000: Prijatelj samoće
- 2001: Gledam oči tvoje
- 2002: Još su žive one godine
- 2004: 20 godina sa vama
- 2006: Hajmo na noge

### Singles (Auswahl)
- 1995: Oči zelene
- 2000: Crna Žena
- 2004: Ludilo
- 2006: Hajmo na noge

| Personendaten    | Personendaten                |
| ---------------- | ---------------------------- |
| NAME             | Bojanić, Miloš               |
| ALTERNATIVNAMEN  | Бојанић, Милош (serbisch)    |
| KURZBESCHREIBUNG | serbischer Turbo-Folk Sänger |
| GEBURTSDATUM     | 16. Oktober 1950             |
| GEBURTSORT       | Bijeljina, Jugoslawien       |